# Melanaethus subglaber
Melanaethus subglaber är en insektsart som först beskrevs av Walker 1867.  Melanaethus subglaber ingår i släktet Melanaethus och familjen taggbeningar. Inga underarter finns listade i Catalogue of Life.